# Franz Xaver Funk
Franz Xaver Funk, född 12 oktober 1840, död 24 februari 1907, var en tysk romersk-katolsk teolog.
Franz Xaver Funk var professor i kyrkohistoria i Tübingen och en framstående kännare av den gammalkristna litteraturen, författningen och kulturen. Bland hans skrifter märks Lehrbuch der Kirchengeschichte (1886, flera senare upplagor), Die apostolischen Konstitutionen (1891), Kirchengeschichtliche Abhandlungen (3 band, 1897–1907), dessutom utgåvor av gammalkristna urkunder.